# 西蔵地方
西蔵地方（せいぞうちほう）は、かつて中華民国に名目的に存在していた省級の行政区画。実際には全域をガンデンポタンが実効支配しており、中華民国政府の支配が及んだことはなかった。
チベットの政府であるガンデンポタンは、1911年-1912年の辛亥革命によって清朝が滅亡して以来、モンゴルとともに、自らが中国とは別個の独立国家であると主張し、国際承認をもとめる外交活動を行っていた。中華民国は、チベットの全域を中国領と主張し、実効支配を確立していたアムド地方とカム地方の北部を甘粛省と青海特別地区（1928年より青海省）に、カム地方の東部を川辺特別地区と雲南省に組み込み、ガンデンポタンが実効支配していたウー・ツァン地方、ガリ地方、カム地方の西部のうち、ウー・ツァン地方とガリ地方をまとめて「西蔵地方」と称した。カム地方西部については、中華民国の実効支配下にはなかったが、川辺特別地区（1939年より西康省）に帰属すると主張し、西蔵地方には含めなかった。

## 行政沿革
清末はイギリスとの協調路線を模索したチベットであるが、1913年（民国2年）10月、イギリス政府は袁世凱に対しインドのシムラーでの英中蔵会談の開催を要求し、同時にチベットを、中華民国を宗主国とする自治国であるとする草案が提出した。この結果翌年7月に英蔵間で『シムラ条約』が締結されたが、中華民国代表はその批准を拒絶すると同時に、イギリス政府によるチベット分離工作は失敗したとの声明を出している。
チベットのガンデンポタンはチベットのうち西南部（西蔵）を実効支配下におき、中国とは別個の独立国としての国際的地位の獲得を目指した。中華民国側は、ガンデンポタンが掌握している領域に対し、名目上、省を設置する条件が整っていない特別地区のひとつとして定義、西蔵弁事長官を現地に派遣し地方行政の確立を目指した。1920年（民国9年）9月には西蔵弁事長官は駐蔵弁事長官と改称されたが、その駐在地はインド国内に設置された。1927年（民国18年）5月、南京国民政府はインドの駐蔵弁事長官公署を川辺の巴塘へ移転させる構想を発表したが実現せず、中華民国の行政機関がチベット内に設置されたのは1934年11月、ダライ・ラマ13世がチベットに派遣された中華民国専使の黄慕松に対し、その帰任時にラサに専使行署の設置を認めたのが最初である。その後1940年（民国29年）4月1日に、国民政府蒙蔵委員会弁事処がラサに開設されている。

## 行政区域
中華民国は「西蔵地方」を「前蔵」（首府ラサ）、「後蔵」（首府シガツェ）、「阿里」（首府ガルトク、噶大克）の3地域に区分した。カム地方は清末〜民国初期を除き、ディチュ河（金沙江）付近を境界としてチベットと中国が二分する形勢であったが、中華民国はガンデンポタンが実効支配している領域をふくめ、全域を名目的に、川辺特別区（1939年より西康省）に帰属するものとし、「西蔵地方」には含めなかった。